# Carl Flesch
Carl Flesch (hongarès: Flesch Károly)  (Moson i Mosonmagyaróvár, 9 d'octubre de 1873 - Lucerna, 14 de novembre de 1944) va ser un violinista i professor hongarès.
Va començar a tocar el violí als set anys. Als 10 anys va ser traslladat a Viena per estudiar amb Jakob Grün. Als 17 anys va marxar a París i es va incorporar al Conservatori de París, estudiant amb Martin Pierre Marsick. Es va instal·lar a Berlín i el 1934 a Londres.
Va ser conegut per les seves actuacions en solitari en una àmplia gamma de repertori (de música barroca a contemporània), guanyant fama com a intèrpret de música de cambra. També va impartir classes a Bucarest (1897-1902), Amsterdam (1903-08), Filadèlfia (1924-28) i Berlín ("Hochschule fuer Musik", 1929-34). Va publicar diversos llibres d'ensenyament, incloent-hi "Die Kunst des violin-spiels" (L'art de tocar el violí, 1923), en el qual va defensar el violinista com a artista més que virtuós. Entre els seus molts alumnes hi havia tant intèrprets com a pedagogs. Va dir que el seu alumne preferit era l'australiana Alma Moodie, que va aconseguir una gran fama a la dècada de 1920 i 1930, però que no va fer cap enregistrament i és poc conegut avui dia. En les seves memòries va dir: "... hi havia sobretot Henry [és a dir, Henri] Temianka, que va fer un gran reconeixement a l'Institut [Curtis]: tant a nivell musical com tècnic, posseïa un model de col·lecció de talents".
Un dels pocs enregistraments de Flesch és una interpretació molt distingida del gran Concerto de violí D menor de Bach (Columbia) en el qual va tocar el segon violí al gran Joseph Szigeti, amb Walter Goehr dirigint una orquestra de cordes anònima de Londres a finals dels anys trenta.
Va ser consultat (com Oskar Adler) per Louis Krasner sobre dificultats tècniques al Concert per a violí d'Alban Berg, que Krasner estrenaria. El sistema d'escala de Carl Flesch és un element bàsic de la pedagogia del violí.
Va ser propietari del "Brancaccio Stradivarius", però va haver de vendre-ho el 1928 després de perdre tots els seus diners a la Borsa de Nova York.
Flesch va viure a Londres durant la dècada de 1930 i més tard va ser arrestat per la Gestapo als Països Baixos, va ser posat en llibertat i va morir a Lucerna, Suïssa, al novembre de 1944.

## Alumnes de Flesch
| - Janine Andrade - Aida Stucki - Charles Barkel - Edwin Bélanger - Bronislaw Gimpel - Ivry Gitlis - Szymon Goldberg - Ida Haendel - Josef Hassid - Adolf Leschinski - Alma Moodie - Mária Thomán | - Ginette Neveu - Yfrah Neaman - Ricardo Odnoposoff - Eric Rosenblith - Max Rostal - Henryk Szeryng - Henri Temianka - Roman Totenberg - Josef Wolfsthal - Grażyna Bacewicz - Howard Leyton-Brown |